# Maxime Lalanne
Pour les articles homonymes, voir Lalanne.
François Antoine Maxime Lalanne, né à Bordeaux le 27 novembre 1827, mort à Nogent-sur-Marne le 29 juillet 1886, est un peintre, graveur et illustrateur français, connu pour ses eaux fortes.

## Biographie
Maxime Lalanne est né à Bordeaux le 27 novembre 1827, d'Anne et Antoine Lalanne. Il fut l'élève de Jean Gigoux.
On recense dans son œuvre gravé environ deux cents eaux-fortes et quarante lithographies, dont trente-six gravures d'interprétation d'après d'autres artistes comme Claude Gellée, John Constable et Jean-Baptiste Camille Corot. Il fournit également d'innombrables dessins préparatoires gravés pour des publications illustrées. Dans ses gravures originales, il se spécialise dans les paysages et les vues urbaines, notamment de Paris.
Maxime Lalanne est un des promoteurs du renouveau de l'eau-forte dans les années 1860. Membre enthousiaste de la Société des aquafortistes de 1862 à 1865, il est l'auteur d'un Traité de la gravure à l'eau-forte, paru chez Alfred Cadart et Luquet en 1866. Il produit ensuite, toujours chez Cadart, une vingtaine de gravures pour L'Illustration nouvelle et L'Eau forte en… (1868-1880). Il est exposant et membre du jury dans la section fusain à la première exposition internationale de blanc et noir en 1885.
Il effectue tout au long de sa vie de nombreux voyages en France et en Europe.
Il est nommé chevalier de la Légion d'honneur en 1875.
Maxime Lalanne meurt en 1886 à Nogent-sur-Marne, ses cendres sont transférées à Bordeaux en 1889.
Henri Beraldi a inventorié plus de 150 pièces, qui, selon lui, sont dignes d'intérêt. Lalanne eut pour élève Pierre Vignal.

## Élèves
- Fabien Henri Alasonière
- Inès de Beaufond
- Jacques Paulin Charles Carbonnier
- Marguerite Jacquelin
- Ernest Lessieux[5]
- Léon Simon
- Pierre Louis Léger Vauthier

## Œuvres dans les collections publiques
- Musée de Grenoble : une soixantaine d'estampes.
- Musée des Beaux-Arts de Bordeaux
- Musée Carnavalet, Paris
- Musée d'art et d'histoire de Genève
- Musée du Louvre
- British Museum
- The Metropolitan Museum of Art
- Buffalo AKG Art Museum
- Musée des beaux-arts du Canada, Ottawa (Ontario)

## Distinctions
- Chevalier de la Légion d'honneur (1875)

## Galerie

Œuvres de Maxime Lalanne
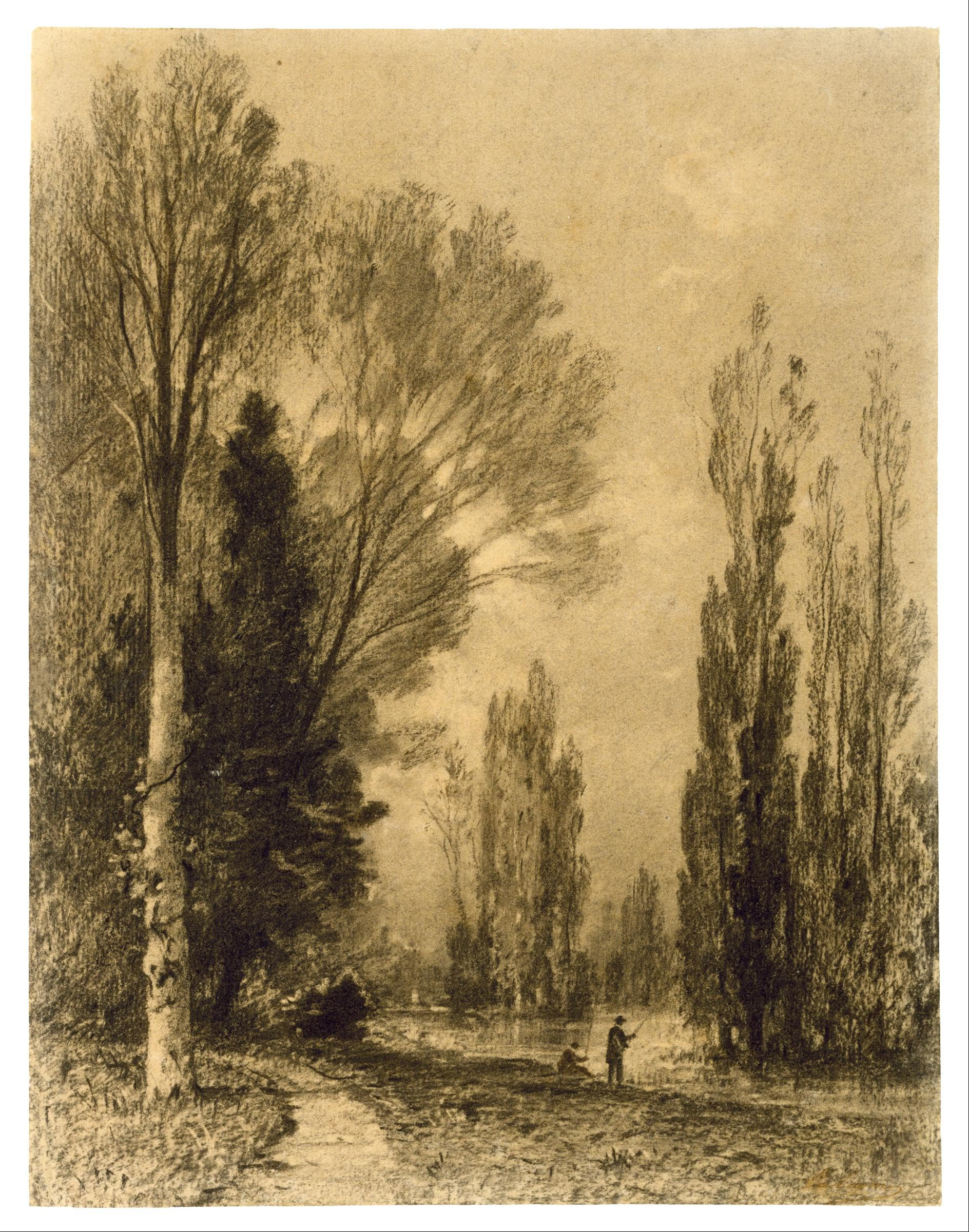
Paysage de rivière, le soir, musée des beaux-arts de Houston.
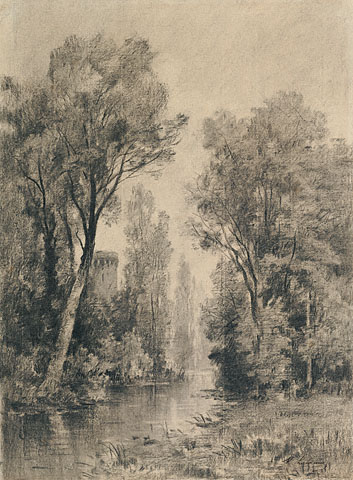
Château surplombant une rivière, craie noire, Los Angeles, Getty Center.
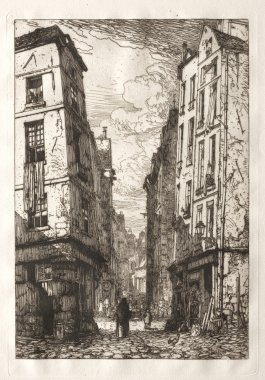
Rue des Marmousets (Vieux Paris) (1862), gravure, Cleveland Museum of Art[6].
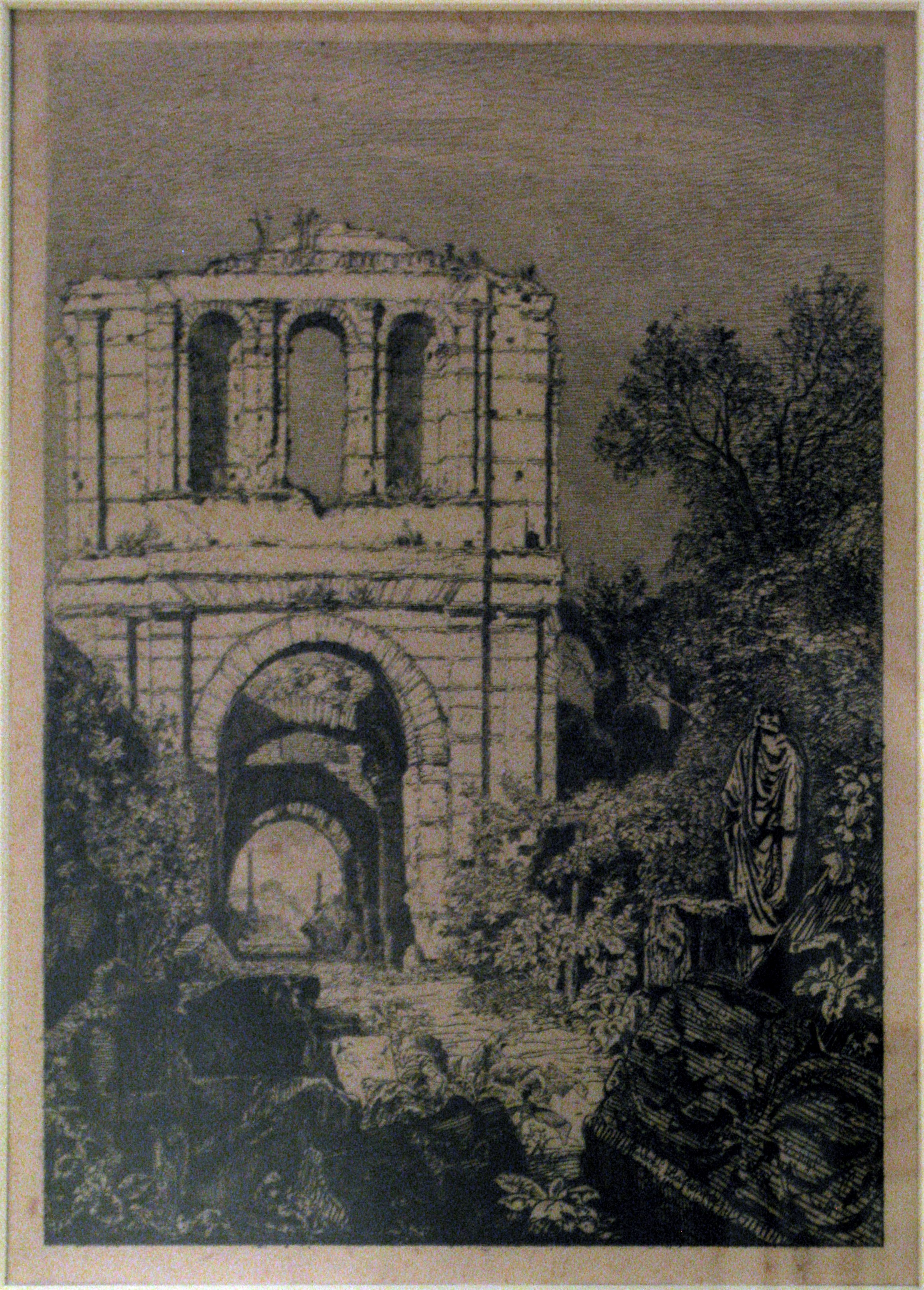
Ruines du Palais Gallien, eau-forte, Bordeaux, musée d'Aquitaine.

## Publications
- Maxime Lalanne, Traité de la gravure à l'eau-forte, Paris, Cadart et Luquet, 1866 (lire en ligne)
- Maxime Lalanne, Le Fusain, Paris, L. Berville, 1875 (lire en ligne)
- Henry Havard " La Hollande à vol d'oiseau ", Eaux-fortes et fusains par Maxime Lalanne, chez G. Decaux & A. Quantin Imprimeurs-Éditeurs, Paris, 1881
- Les plus beaux sites des Pyrénées, édité par Dufour à Tarbes, et Frick imprimeur à Paris. Sur 29 planches 16 sont de Maxime Lalanne et 13 sont d'Eugène de Malbos
- Les Pyrénées romantiques par Frédéric Soutras contient 14 lithos de Maxime Lalanne, à côté de celles d’Eugène de Malbos (9) et 3 de Seguin et Deroy
- Guide-album aux eaux des Pyrénées : Vallées du Lavedan. Argelès, Castelloubon, Saint Savin, Azun, Gazost, Cauterets par Joseph-Bernard Abadie contient des lithographies en couleurs et en camaieu de Maxime Lalanne à côté de celles d'Eugène de Malbos

Publications
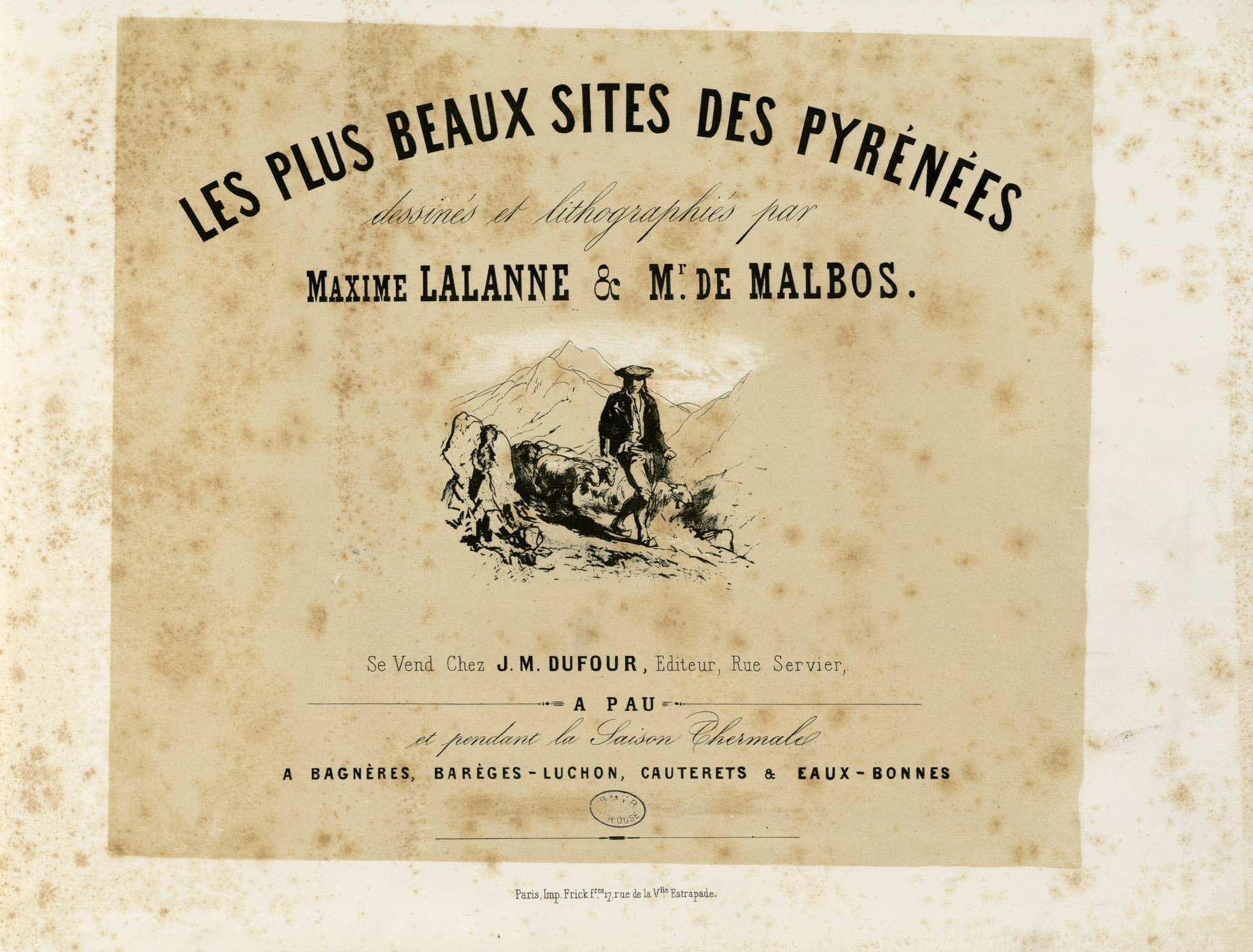
Les plus beaux sites des Pyrénées
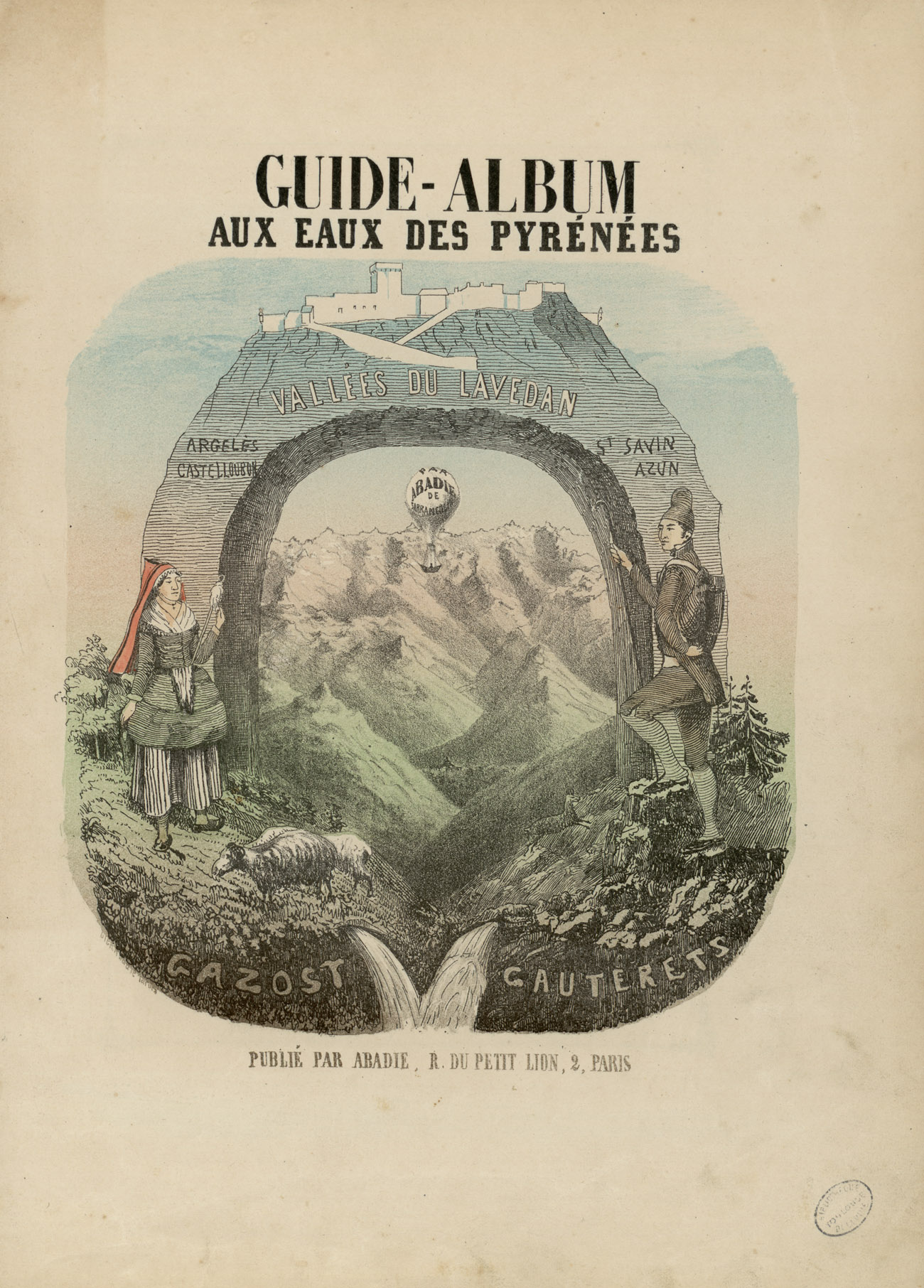
Guide-album aux eaux des Pyrénées, Vallées du Lavedan

## Iconographie
- Jean Gigoux, Portrait de Maxime Lalanne, huile sur toile, musée des beaux-arts de Bordeaux[7]
- André Deforges, Les Illustres de Bordeaux : catalogue, vol. 2, Bordeaux, Dossiers d'Aquitaine, 2014, 80 p. (ISBN 978-2-84622-255-6, présentation en ligne).

### Article lié
- Renaissance de l'eau-forte